# 大東文化大学ビアトリクス・ポター資料館
大東文化大学ビアトリクス・ポター資料館（だいとうぶんかだいがくビアトリクス ポターしりょうかん）は埼玉県東松山市岩殿の埼玉県こども動物自然公園内にあるビアトリクス・ポターの資料館である。隣接地にキャンパスが所在する大東文化大学が運営している。

## 概要
『ピーターラビットのおはなし』『こねこのトムのおはなし』『ひげのサムエルのおはなし』などの絵本で知られる童話作家のビアトリクス・ポターの資料を展示する資料館で、建物はポターが経営したイギリスの湖水地方国立公園にあるヒル・トップ農場を、埼玉県こども動物自然公園内の敷地内に忠実に再現し、2006年4月2日に開館したものである。当初は東松山キャンパス構内に建設される予定であった。

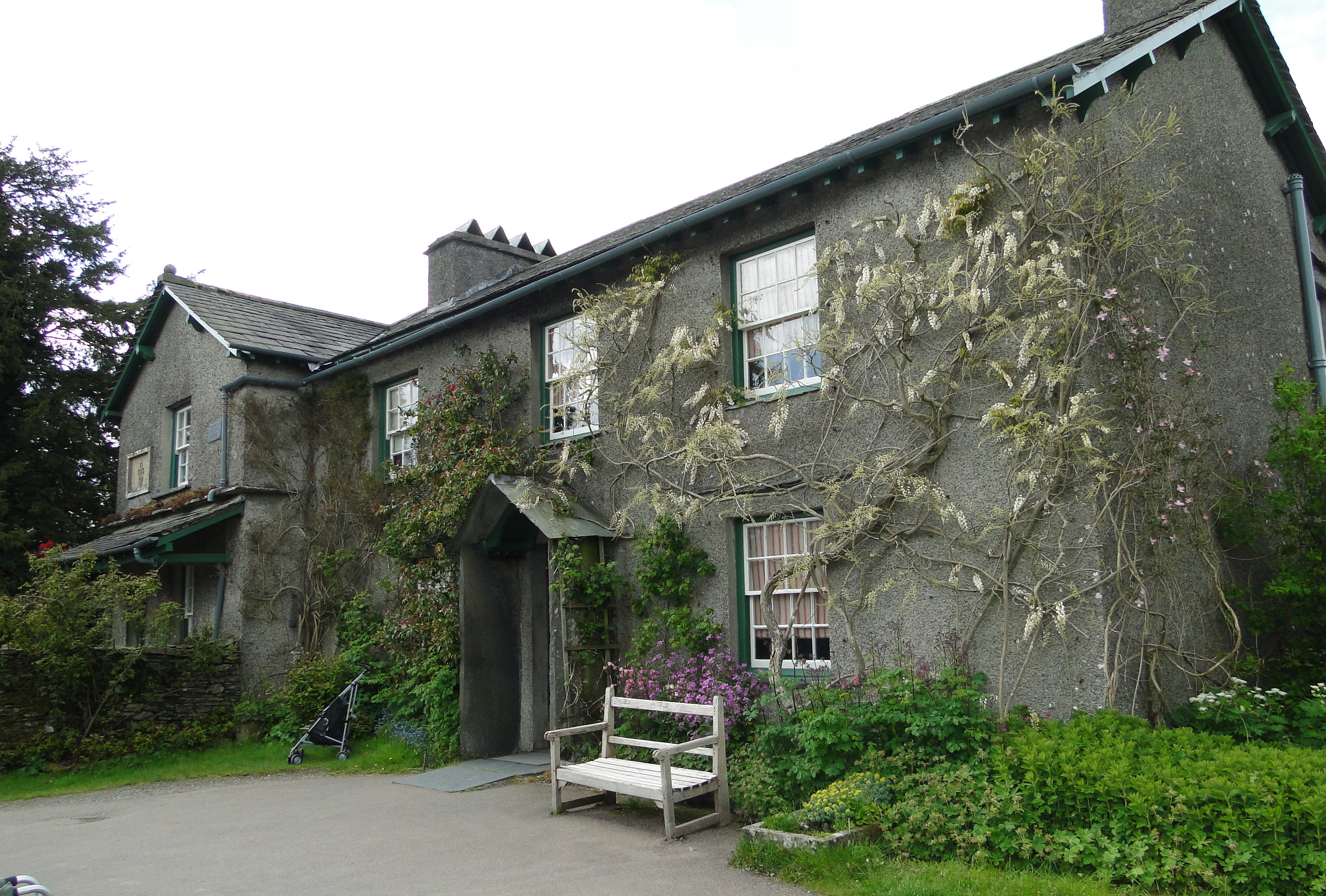
ヒル・トップ （イギリス湖水地方）
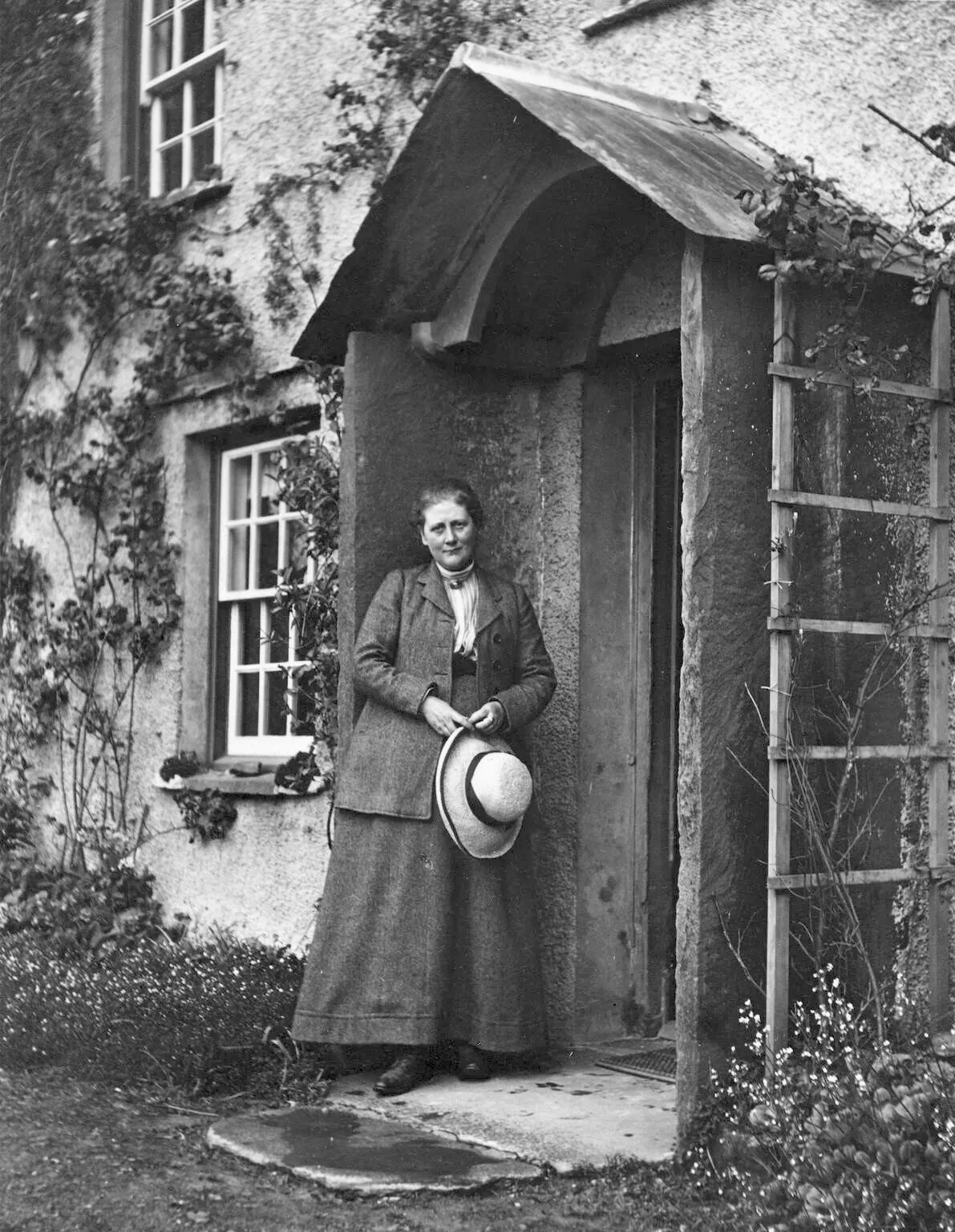
ビアトリクス・ポター（1913年）
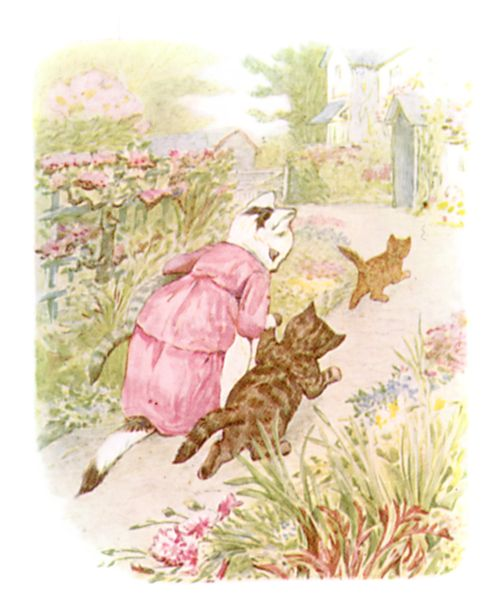
『こねこのトムのおはなし』（1907年）の一場面

開館から4年7ヶ月の2010年11月14日（埼玉県民の日）で10万人目の入館者を迎えた。

## 大東文化大学との関係
2000年度より大東文化大学図書館および英米文学科が「ビアトリクス・ポター・コレクション」として初版本や稀少本の収集を始め、2001年6月23日に英文学会の主催で「ピーターラビット・デー」を開催した。その後も資料を収集し続け、原画や初版本などを一般公開することを目的に当施設が開館した。収集した資料群は、2003年10月より『Beatrix Potter Collection 文献目録』として発行されており、2023年時点では資料館に150点、大学図書館に約600点が所蔵されている。

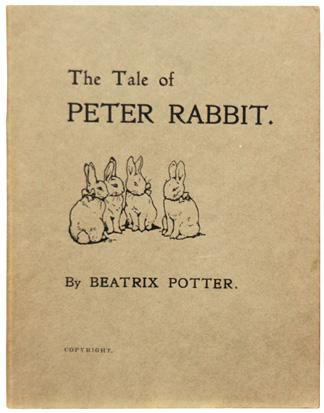
私家版『ピーターラビットのおはなし』（1901年）
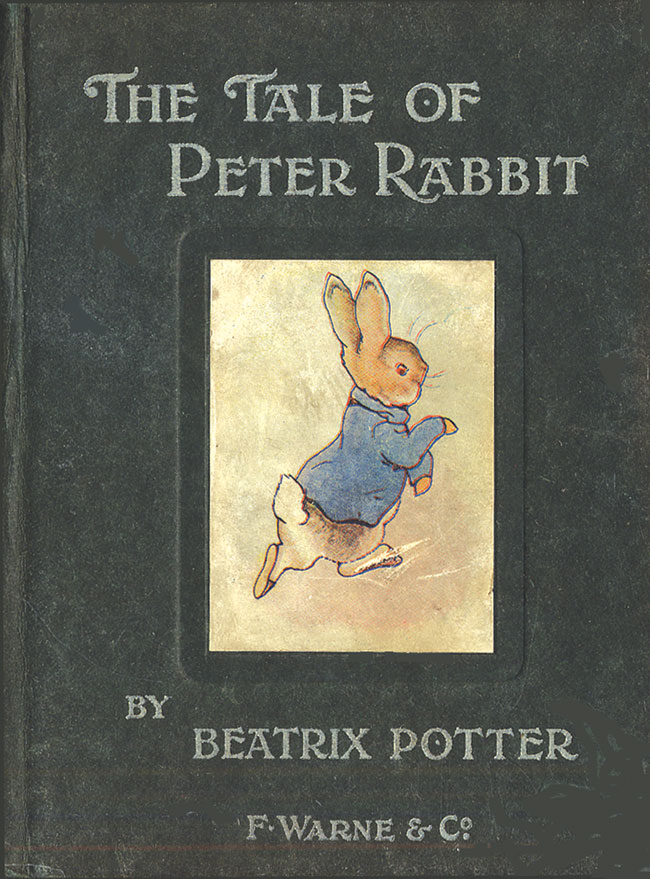
初版本『ピーターラビットのおはなし』（1902年）
- 海賊版『ピーターラビットのおはなし』（1916年）

これらを踏まえて、2010年4月より大東文化大学のプロモーションキャラクターとしてピーターラビットが採用され、4月5日より1ヶ月間限定で山手線E231系500番台のラッピング車両2編成が運行された。また、大東文化大学は「PETER RABBIT Go Green Project」に賛同するサポーター団体として、環境保護活動を展開しているイギリスナショナル・トラストに対し、当施設の入場料の一部を寄付している。

## 所在地・連絡先
- 住所：埼玉県東松山市大字岩殿554（公園管理事務所）

## 料金
- 高校生以上200円
- 小・中学生100円
- 乳児・幼児は無料、30名以上の団体は半額

※ 別途、埼玉県こども動物自然公園の入園料が必要（ただし、埼玉県民の日は無料開園となるため、当施設も無料開館となる）

## アクセス
公共交通機関
- 「高坂駅」から川越観光バス TA01系統、TA02系統、TA03系統いずれかの「鳩山ニュータウン」ゆき、「こども動物自然公園」バス停下車

自動車
- 関越自動車道「東松山インターチェンジ」から約5km
- 関越自動車道「鶴ヶ島インターチェンジ」から約8km
- 国道407号「宮鼻」交差点から埼玉県道212号岩殿観音南戸守線で約3km

自転車道
- 北浦和駅前から武蔵丘陵森林公園まで向かうさいたま武蔵丘陵森林公園自転車道（荒川自転車道）から分岐して、こども動物自然公園まで向かう川島こども動物自然公園自転車道（比企自転車道）が用意されている。